# Lettres provinciales
Die Lettres provinciales (voller Titel: Lettres écrites par Louis de Montalte à un Provincial de ses amis et aux R.R. Pères Jésuites) sind eine Sammlung von 18 Briefen, die vom französischen Philosophen und Theologen Blaise Pascal unter dem Pseudonym Louis de Montalte geschrieben wurden. In der Kontroverse zwischen Jesuiten und Jansenisten über die Kasuistik ergriff Pascal, der selbst Jansenist war, Partei für seinen Freund Antoine Arnauld, der 1656 von der Sorbonne als Häretiker verurteilt worden war. Der erste Brief ist auf den 23. Januar 1656 datiert, der achtzehnte auf den 24. März 1657.

## Inhalt
In den Briefen attackierte Pascal auf humoristische Weise die zu diesem Zeitpunkt unter Theologen populäre Methode der Kasuistik und beklagte den moralischen Verfall der Jesuiten. Pascal veröffentlichte die Briefe unter Pseudonym. Er gab vor, ein junger Mann aus Paris zu sein, der einem Freund in der Provinz über die moralischen und theologischen Diskussionen in der Hauptstadt berichtet. Unter diesem Deckmantel richtete Pascal seine Kritik gegen die zeitgenössische jesuitische Theologie. Dabei zielte er besonders auf die Theologie des spanischen Jesuitenpaters Antonio Escobar y Mendoza. Dieser hatte in seinen Schriften (v. a. der Summula casuum conscientiae von 1627) eine kasuistische Moraltheologie entfaltet, die – nach Meinung der Jansenisten – Sünden und moralischen Verfall rechtfertigte. Mit scharfer Polemik griff Pascal diese Positionen an und gab die jesuitische Theologie der Lächerlichkeit preis, indem er die inneren Widersprüche offen darlegte.

## Wirkungsgeschichte
Durch Pascals Scharfzüngigkeit und seinen glänzenden rhetorischen Stil zählen die Briefe zu den herausragenden literarischen Werken der damaligen Zeit. Die Briefe wurden in den literarischen Salons gelesen und diskutiert. Sie sind, was ihre antiklerikale Stoßrichtung anbelangt, zur Frühaufklärung zu rechnen. Auf Befehl Ludwigs XIV. wurden die Briefe 1660 verboten und auf dem Scheiterhaufen verbrannt. Dennoch wurden sie in mehrere Sprachen übersetzt und beeinflussten spätere Denker wie Voltaire, Rousseau und Gibbon. Auch ist ihnen ein beträchtlicher Einfluss auf das Verbot der Jesuiten 1773 zuzurechnen.

## Deutsche Ausgabe
Briefe in die Provinz (enthält Les provinciales und Die Schriften der Pfarrer von Paris). Schneider, Heidelberg 1990, ISBN 3-7953-0603-5 (Übers., eingeleitet und kommentiert von Karl August Ott) 